# Umoe Mandal
Umoe Mandal AS — судостроительная компания, входящая в группу Ulltveit-Moe Group, расположенная в коммуне Мандал, Норвегия.
Компания основана в 1989 году как Kværner Båtservice, позднее была переименована в Kværner Mandal, и известна как Umoe Mandal с 2000 года.
Верфь специализируется на скоростных катерах, тральщиках и скоростных патрульных кораблях.
Верфь поддерживается Военно-морскими силами Норвегии, для которых строит ракетные катера типа «Скьольд».
В 1994—1995 годах верфь построила четыре тральщика типа «Оксёй».
Компания также известна как эксперт в использовании пластика и композитных материалов в судостроении.
Оборудование верфи: площадь — 47.000 кв.м., крытая площадка (включая офисы) — 18.000 кв.м. Максимальные габариты судна на крытой площадке верфи — 70 на 16,5 м. Кран грузоподъемностью 400 тонн.

## Катера типа «Скьольд»
В апреле 1999 года компания построила катер «Скъелд» — опытный образец катеров типа «Скьольд».
Патрульные катера «Скъелд» предназначены для замены устаревших катеров типа «Хёук».
В ноябре 2003 года Организация материально-технического обеспечения Вооруженных сил Норвегии (NDLO) заключила с консорциумом SPC (Skjold Prime Consortium), включающим французскую компанию DCNS и норвежские компании «Умо Мандал» и Kongsberg Defence & Aerospace — «Кенгсберг дифенс энд аэроспейс» (производитель ракет NSM), контракт стоимостью 3,7 млрд норвежских крон (723 млн долларов США) на строительство 6 катеров типа «Скьольд» (включая переоборудование к серийной конфигурации опытного образца «Скъелд», использовавшегося для проведения испытаний).
Катера были сданы:
- сентябрь 2010 года — «Шторм» (Storm)
- октябрь 2010 года — «Скадд» (Skudd)
- июнь 2011 года — «Стейл» (Steil)
- март 2012 года — «Глимт» (Glimt)
- ноябрь 2012 года — «Гнист» (Gnist)

В настоящее время консорциум, куда входит компания «Умо Мандал», модернизирует к серийной конфигурации прототип «Скъелд».
- Ракетный катер типа «Скьольд» у достроечной стенки верфи, 2006 год
- Верфь Umoe Mandal AS, 2010 год
- «Молёй» - тральщик типа «Оксёй», построенный на верфи в 1995 году